# Chrysographie

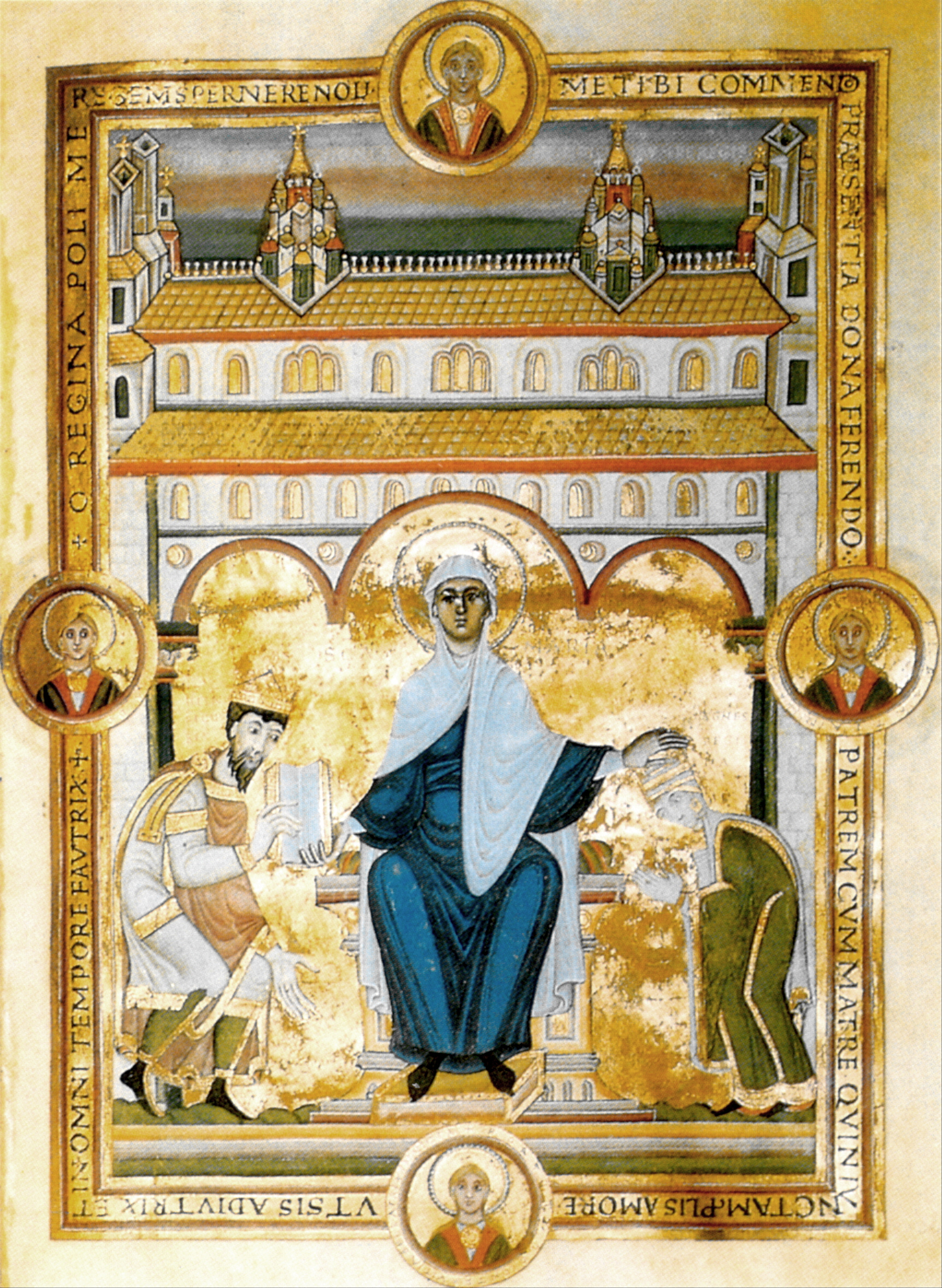
Schmückende Elemente aus Goldtinktur (Speyerer Evangeliar, 1043–1046)

Als Chrysographie (griechisch chrysos „golden“, graphein „schreiben“) wird in der Kodikologie bzw. in der Diplomatik die Technik bezeichnet, mit der in Handschriften Details wie Buchstaben oder gemalte Objekte (Kronen, Nimbusse) mit einer Goldtinktur gestaltet worden sind.
Im frühen Mittelalter wurden sowohl in der byzantinischen als auch in der abendländischen Kultur Schriften auch ausschließlich in Goldbuchstaben gehalten. Diese Schriften werden auch Codex Aureus genannt. Im Hochmittelalter wurde der Einsatz von Gold reduziert und beschränkte sich zumeist auf vergrößerte Initialen. Angewandt wurde diese Technik sowohl in Büchern, in der Regel biblischen oder liturgischen Texten, als auch in Prunkausfertigungen von Urkunden (Purpururkunden).